# Fédération maltaise de rugby à XV
La Fédération maltaise de rugby à XV (officiellement en anglais : Malta Rugby Football Union) est l'instance qui régit l'organisation du rugby à XV à Malte.

## Historique
La Rugby Association of Malta est fondée en avril 1991,, ; elle adopte plus tard le nom de Malta Rugby Football Union.
Elle acquiert dans un premier temps le statut de membre de la FIRA-AER, organisme européen du rugby. En mars 2000, elle devient membre de l'International Rugby Board, organisme international du rugby,,.
Elle est également membre du Comité olympique maltais.